# أبو سوسة (الرقة)
أبو سوسة قرية سورية تتبع ناحية مركز الرقة في منطقة مركز الرقة في محافظة الرقة. بلغ عدد سكانها 2561 نسمة في عام 2004 حسب إحصاء المكتب المركزي للإحصاء.